# 태화강 유보라 팰라티움
태화강 유보라 팰라티움(영어: Taehwagang U.BORA Palatium)은 대한민국 울산광역시 중구 우정동에 위치한 마천루이다. 2020년에 착공하여 2023년에 완공하였다. 지상 49층, 지하 7층이다. 최고 높이는 170m이다. 총 3개동으로 구성되어 있다. 아파트 455세대, 오피스텔 40실이 있다. 아파트는 총 3개동에 있지만 오피스텔은 103동에만 있다. 태화강은 울산광역시에 있는 강이다.

## 역사
2020년 아파트를 분양한다고 하고 7월 견본주택 오픈한다고 한다. 견본주택 오픈 후 청약이 진행되었다. 아파트와 오피스텔 동시에 분양이 완료되었다. 8월 울산광역시 태화강 파노라마뷰를 감상하는 조망권을 확보하게 된다. 같은 해 착공하여 2022년 상업시설인 상가 마스카 태화강을 분양한다. 분양이 완료되었고 2023년에 완공하였다.

## 구성
태화강 유보라 팰라티움의 구성이다.
| 동 명칭 | 층수 | 높이 |
| ------- | ---- | ---- |
| 101동   | 49층 | 169m |
| 102동   | 49층 | 170m |
| 103동   | 49층 | 169m |

## 높이
최고 높이는 170m고 최고 층수는 49층이다. 층수는 비슷하지만 높이가 다르다. 남구 신정동에 위치한 태화강 풍림 엑슬루 타워(A동, B동 43층, 162m, C동 35층, 120m)보다 높고 중앙동에 위치한 울산 롯데캐슬스카이(41층, 155m)보다 높다. 2023년에 완공된 170m 이상의 울산광역시 마천루다.

## 특징
태화강 최중심의 센트럴뷰, 태화강 국가정원의 가든뷰, 울산 시민공원의 파크뷰다. 태화강 그리고 유보라는 태화강의 프리미엄 라이프 유보라의 자부심으로 누리다. 지상 49층 초고층 랜드마크다. 아파트와 오피스텔, 판매시설이 있다. 오피스텔은 103동에만 있다. 하늘공원, 어린이집, 주민공동시설이 있다. 주민공동시설에는 골프장, 독서실 등이 있다. 시스템은 스마트 라이프 시스템 등이 있다. 주차장은 지하주차장이 있다.

## 내부 시설

### 101동, 102동
| 층수                | 용도         |
| ------------------- | ------------ |
| 27층 ~ 49층         | 아파트       |
| 26층                | -            |
| 6층 ~ 25층          | 아파트       |
| 4층 ~ 5층           | 주민공동시설 |
| 1층 ~ 3층           | 판매시설     |
| 지하 7층 ~ 지하 1층 | 지하주차장   |

### 103동
| 층수                | 용도              |
| ------------------- | ----------------- |
| 27층 ~ 49층         | 아파트            |
| 26층                | -                 |
| 12층 ~ 25층         | 아파트            |
| 6층 ~ 11층          | 오피스텔          |
| 5층                 | 관리사무실/기계실 |
| 4층                 | 기계실            |
| 1층 ~ 3층           | 판매시설          |
| 지하 7층 ~ 지하 1층 | 지하주차장        |

## 같이 보기
- 대한민국의 마천루 목록
- 울산광역시의 마천루 목록